# Pierre Gasly
Pierre Gasly, född den 7 februari 1996 i Rouen, är en fransk racerförare som för närvarande kör för Alpine i Formel 1. 
Gasly startade sin formelbilkarriär 2011 med att tävla i det franska F4-mästerskapet, i vilket han slutade på tredje plats. Gasly fortsatte med att under 2012 tävla i Formula Renault 2.0 Eurocup och Formula Renault 2.0 Northern European Cup 2012. Under 2013 tävlade han i Formula Renault 2.0 Alps, men fortsatte även med FR 2.0 Eurocup 2013, där han lyckades vinna titeln.
Efter framgången i FR 2.0 Eurocup blev han inför 2014 kontrakterad av Arden International för att tävla i Formula Renault 3.5 Series, tack vare att han blivit en del av Red Bull Racings juniorprogram. Gasly körde stabilt in på poängplacering och lyckades även ta åtta pallplaceringar, vilket ledde till andra plats i mästerskapet, 35 poäng bakom Carlos Sainz, Jr.. Under 2014 deltog han även under tre tävlingshelger i GP2 Series, vilket tillsammans med hans prestationer i FR3.5 ledde till att han inför 2015 blev kontrakterad för att tävla med mästarteamet DAMS i serien, där han fick Alex Lynn som teamkamrat.
Gasly gjorde debut i formel 1 för Toro Rosso vid Malaysias Grand Prix 2017. Han kom senare att köra för Red Bull 2019 men flyttades tillbaka till Toro Rosso inför Belgiens Grand Prix 2019.
i oktober 2022 offentliggjordes det att Gasly skulle köra för Alpine under 2023.

### Diskvalificerad i F1-lopp

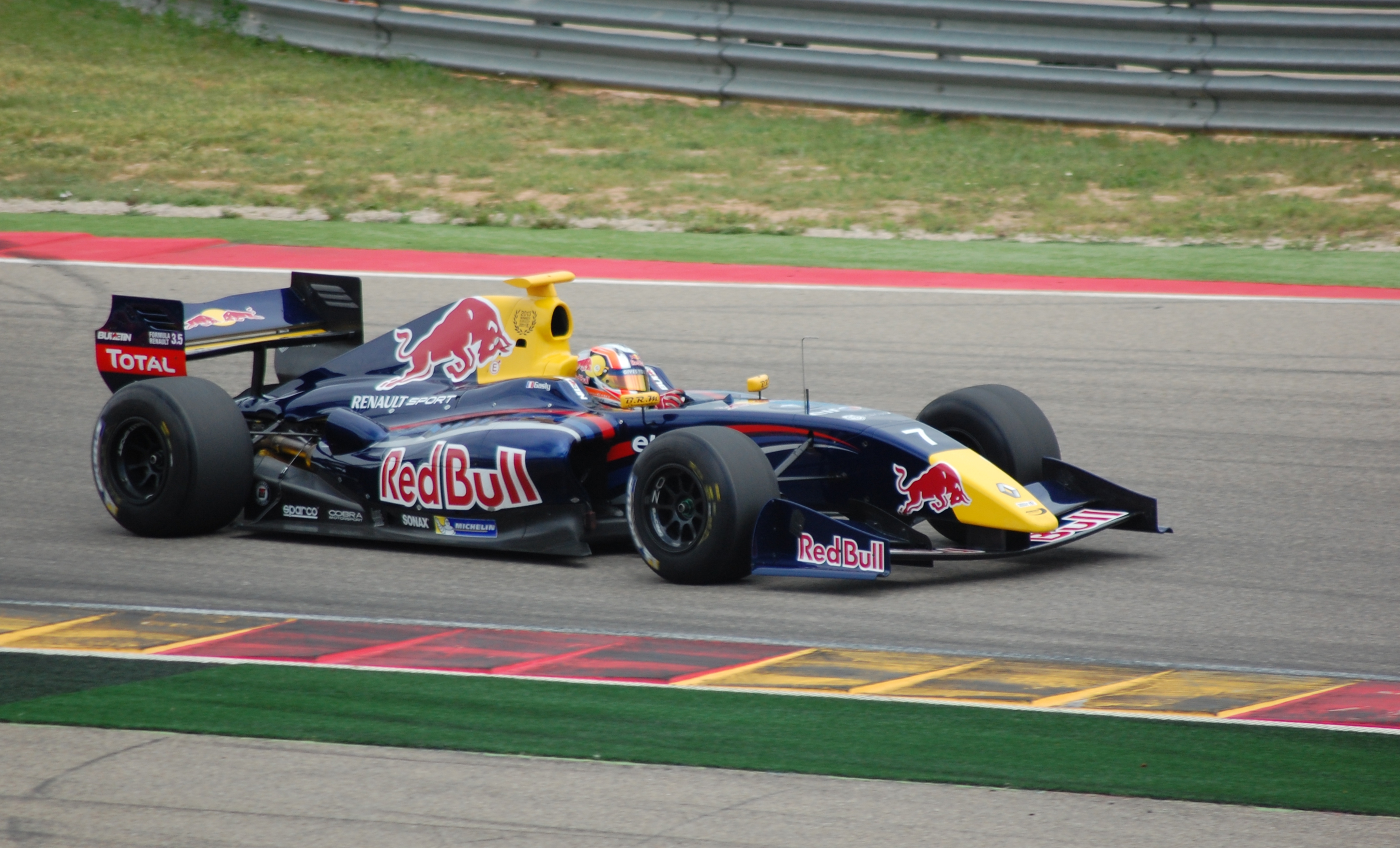
Gasly på Motorland Aragón 2014.

## Formel 1-karriär
| Säsong            | Stall/Tillverkare                      | Placering         | Lopp | Poäng | Etta | Tvåa | Trea | Pole | Varv |
| ----------------- | -------------------------------------- | ----------------- | ---- | ----- | ---- | ---- | ---- | ---- | ---- |
| 2017              | Toro Rosso                             | 21                | 6    | 0     | 0    | 0    | 0    | 0    | 0    |
| 2018              | Toro Rosso-Honda                       | 15                | 21   | 29    | 0    | 0    | 0    | 0    | 0    |
| 2019              | Red Bull Racing-Honda Toro Rosso-Honda | 7                 | 12 9 | 95    | 0    | 0 1  | 0    | 0    | 2 0  |
| 2020              | Alpha Tauri-Honda                      | 10                | 17   | 75    | 1    | 0    | 0    | 0    | 0    |
| 2021              | Alpha Tauri-Honda                      | 9                 | 22   | 110   | 0    | 0    | 1    | 0    | 1    |
| 2022              | Alpha Tauri-Red Bull                   | 14                | 22   | 23    | 0    | 0    | 0    | 0    | 0    |
| 2023              | Alpine-Renault                         | 11                | 22   | 62    | 0    | 0    | 1    | 0    | 0    |
| 2024              | Alpine-Renault                         | 10                | 24   | 42    | 0    | 0    | 1    | 0    | 0    |
| 2025              | Alpine-Renault                         | 15                | 2    | 0     | 0    | 0    | 0    | 0    | 0    |
| Sammanlagt (2025) | Sammanlagt (2025)                      | Sammanlagt (2025) | 156  | 436   | 1    | 1    | 3    | 0    | 3    |

| 1. Italien 2020 | 1. Brasilien 2019 | 1. Azerbajdzjan 2021 2. Nederländerna 2023 3. Brasilien 2024 | 1. Kina 2019 2. Monaco 2019 3. Ungern 2021 | 1. Kina 2025 |